# Wetmores ral
Wetmores ral (Rallus wetmorei) is een vogel uit de familie van rallen (Rallidae). De vogel werd in 1943 door William H. Phelps Sr. verzameld en door hem en John Todd Zimmer in 1944 beschreven en als eerbetoon aan de Amerikaanse ornitholoog Alexander Wetmore naar hem vernoemd. Het is een bedreigde, endemische vogelsoort in Venezuela.

## Kenmerken
De vogel is 24 tot 27 cm lang, zo groot als een gewone waterral (R. aquaticus). Deze ral is overwegend bruin gekleurd. De kruin is olijfkleurig bruin, van boven en op de staart is de ral roodbruin met donkere streepjes. Van onder is de vogel lichter, egaal licht roodbruin. De snavel is vrij recht en donkerbruin gekleurd. De poten zijn donker, olijfkleurig bruin.

## Verspreiding en leefgebied
Wetmores ral komt uitsluitend voor in een kleine strook aan de noordkust van Venezuela. Volgens een publicatie uit 2015 worden de vogels na 2010 alleen nog waargenomen in de kustprovincies Aragua, Noord-Carabobo, Oost-Falcón en Zulia. Deze ral is kennelijk standvogel is mangrovebos, brakwater-getijdenwateren en moerassen dicht begroeid met waterplanten zoals  Batis maritima.

## Status
Wetmores ral heeft een beperkt verspreidingsgebied en daardoor is de kans op uitsterven aanwezig. De grootte van de populatie werd in 2016 door BirdLife International geschat op 50 tot 200 individuen en de populatie-aantallen nemen af door habitatverlies. Het leefgebied wordt aangetast door tal van ontwikkelingen in de kustgebieden zoals woningbouw, illegale vestiging, aanleg van toeristische voorzieningen zoals hotels, jachthavens daarnaast zijn jacht, watervervuiling en het gebruik van chemische bestrijdingsmiddelen factoren die de habitat nadelig beïnvloeden. Om deze redenen staat deze soort als bedreigd op de Rode Lijst van de IUCN.